# Before the Fall
Before the Fall (oorspronkelijke Duitstalige titel: NaPolA – Elite für den Führer) is een Duitse film uit 2004 geregisseerd en geschreven door Dennis Gansel. De film is 10 keer genomineerd voor een filmprijs en heeft 7 keer gewonnen.

## Verhaal
In het Duitsland van 1942 bevindt zich het regime van Adolf Hitler op het hoogtepunt van zijn politieke en militaire macht. De 17-jarige Friedrich Weimer (Max Riemelt) uit de Berlijnse arbeiderswijk Wedding is een begaafd bokser. Zijn talent opent voor hem de deuren naar een Napola, een nazi-onderwijsinstituut waar de toekomstige elite van het Groot Duitse Rijk moet worden opgeleid. Friedrich ziet de kans van zijn leven om zich los te maken van de beperkingen van zijn sociale klasse en een toekomst van aanzien tegemoet te gaan. Tegen de wil van zijn ouders meldt hij zich aan als student bij het oude kasteel. In een voor hem vreemde wereld van nationaalsocialistische tucht en strenge orde krijgt hij te maken met keiharde concurrentie. Maar ook met een onverwachte vriendschap met de stille en gevoelige Albrecht Stein (Tom Schilling). Albrecht is meer een schrijver en poëet en geen vechter. Dat is zijn vader, de 'Gauleiter' Heinrich Stein wel. Stein vindt zijn zoon een 'watje' en hoopt dat hij op de Napola zal veranderen. Dan komt het moment dat de jonge onervaren elite van de Napola door een gruwelijke missie tegen ontsnapte krijgsgevangenen de keerzijde ontdekken van hun opleiding. Dit trekt een sterke wissel op de vriendschap tussen Friedrich en Albrecht, waar beiden nu een moeilijke keuze moeten maken.

## Rolverdeling
| Acteur              | Personage                                        |
| ------------------- | ------------------------------------------------ |
| Max Riemelt         | Friedrich Weimer                                 |
| Tom Schilling       | Albrecht Stein                                   |
| Jonas Jägermeyr     | Christoph Schneider                              |
| Leon A. Kersten     | Tjaden                                           |
| Thomas Drechsel     | Hefe                                             |
| Martin Goeres       | Siegfried 'Siggi' Gladen                         |
| Florian Stetter     | Justus von Jaucher                               |
| Devid Striesow      | Heinrich Vogler                                  |
| Joachim Bissmeier   | Dr. Karl Klein 'Karl der Große' / Anstaltsleiter |
| Michael Schenk      | Josef Peiner 'Peiniger' / Sportleher             |
| Justus von Dohnanyi | Gauleiter Heinrich Stein                         |
| Claudia Michelsen   | Frau Stein                                       |
| Julie Engelbrecht   | Katharina                                        |
| Johannes Zirner     | Torben Send                                      |